# Конвенто Сан Франческо (Напуљ)
Конвенто Сан Франческо је насеље у Италији у округу Напуљ, региону Кампанија.
Према процени из 2011. у насељу је живело 5 становника. Насеље се налази на надморској висини од 261 м.